# Bos
Pour les articles homonymes, voir Bos et Bœuf.
Genre
Espèces de rang inférieur
- Bos primigenius (éteint)
- Bos aegyptiacus
- Bos frontalis
- Bos grunniens
- Bos javanicus
- Bos sauveli
- Bos taurus

Bos (du grec signifiant « bœuf ») est le genre qui rassemble les bœufs sauvages et domestiques de la famille des Bovidés. Les représentants du genre Bos sont présents sur toute la surface du globe, mais avant la domestication ils n'existaient qu'en Europe centrale, Asie de l'Ouest, Asie du Sud, et Asie du Sud-Est. La classification scientifique des animaux de ce genre, dont l'évolution apparaît plus complexe à la lumière des progrès de la génétique, fait encore débat parmi les spécialistes au début du XXIe siècle.

## Classification
Ce genre a été décrit pour la première fois en 1753 par le naturaliste suédois Carl von Linné.
Les analyses génétiques du XXIe siècle tendent à démontrer que l'Auroch (Bos primigenius) est bien l'ancêtre commun d'espèces qui ont évolué indépendamment par la suite, différenciant significativement parmi les animaux domestiqués Bos taurus de Bos indicus (même si ces deux espèces sont parfois considérées comme de simples sous-espèces). Parallèlement, des hybridations ont eu lieu entre espèces sauvages et domestiquées,.

### Sous-genres
Bos peut être divisé en sous-genres : Bos, Bibos  et Poephagus (parfois aussi Novibos pour B. sauveli) ; mais la division est sujette à controverses.
Selon BioLib (1 février 2018) :
- sous-genre Bos
  - Bos aegyptiacus (ancien bétail égyptien ; éteint ; le nom n'est pas officiellement reconnu)
  - Bos acutifrons Lydekker, 1877 †
  - Bos buiaensis Martínez-Navarro, Rook, Papini & Libsekal, 2009 †
  - Bos caucasicus Burchak-Abramovich & Vekua, 1980 - Bison du Caucase †
  - Bos planifrons Lydekker, 1878 (éteint)
  - Bos primigenius, Bojanus, 1827 - aurochs †
  - Bos taurus Linnaeus, 1758 (Bovin domestique d'Europe et Zébu)
- sous-genre Bibos Hodgson, 1837
  - Bos gaurus H. Smith, 1827 (gaur)
  - Bos frontalis Lambert, 1804 (gayal ou bison indien)
  - Bos javanicus d'Alton, 1823 (banteng)
  - Bos sauveli Urbain, 1937 (kouprey)
- sous-genre Poephagus Gray, 1843
  - Bos baikalensis (Verestchagin, 1954) †
  - Bos grunniens Linnaeus, 1766 (yak ; également Bos mutus)

### Liste des espèces ou sous-espèces
Autrefois reconnus comme deux espèces distinctes, le gaur (Bos gaurus) et le gayal (Bos frontalis) sont actuellement considérés de préférence comme formant une seule espèce, Bos frontalis. Pour sa part, le zébu, auparavant considéré comme étant une espèce à part entière (Bos indicus) est aujourd'hui plutôt vu comme une sous-espèce de Bos taurus. En phylogénie, Bos taurus est lui-même vu de nos jours, ainsi que toutes les espèces domestiques, comme une simple forme domestiquée de l'auroch Bos primigenius : Bos primigenius f. taurus.
| Selon Mammal Species of the World (version 3, 2005) (17 décembre 2013) : - Bos frontalis Lambert, 1804 - Gayal - sous-espèce Bos frontalis frontalis - sous-espèce Bos frontalis gaurus - sous-espèce Bos frontalis laosiensis - sous-espèce Bos frontalis sinhaleyus - Bos grunniens Linnaeus, 1766 - Yak - sous-espèce Bos grunniens grunniens - sous-espèce Bos grunniens mutus - Bos javanicus d'Alton, 1823 - Banteng - sous-espèce Bos javanicus javanicus - sous-espèce Bos javanicus lowi - Bos sauveli Urbain, 1937 - Kouprey - Bos taurus Linnaeus, 1758 - bovins de l'Ancien Monde - sous-espèce Bos taurus indicus - Zébu - sous-espèce Bos taurus primigenius - Aurochs - sous-espèce Bos taurus taurus - Vache domestique d'Europe | NCBI (17 décembre 2013) recense des hybrides de Bos non-classés : - - Bos frontalis × Bos indicus - Bos frontalis × Bos taurus - Bos grunniens × Bos indicus (Dzo ou zopiok) - Bos grunniens × Bos taurus - Bos indicus × Bos taurus - Bos javanicus birmanicus × Bos indicus - Bos taurus × Bos indicus - Bos taurus × grunniens Espèces éteintes selon The Paleobiology Database (17 décembre 2013) : - † Bos acutifrons Lydekker 1877 - † Bos bubaloides Arambourg 1979 (synonyme : Bos praeafricanus Arambourg 1979) - † Bos palaethiopicus Arambourg 1979 - † Bos planifrons Lydekker 1877 |

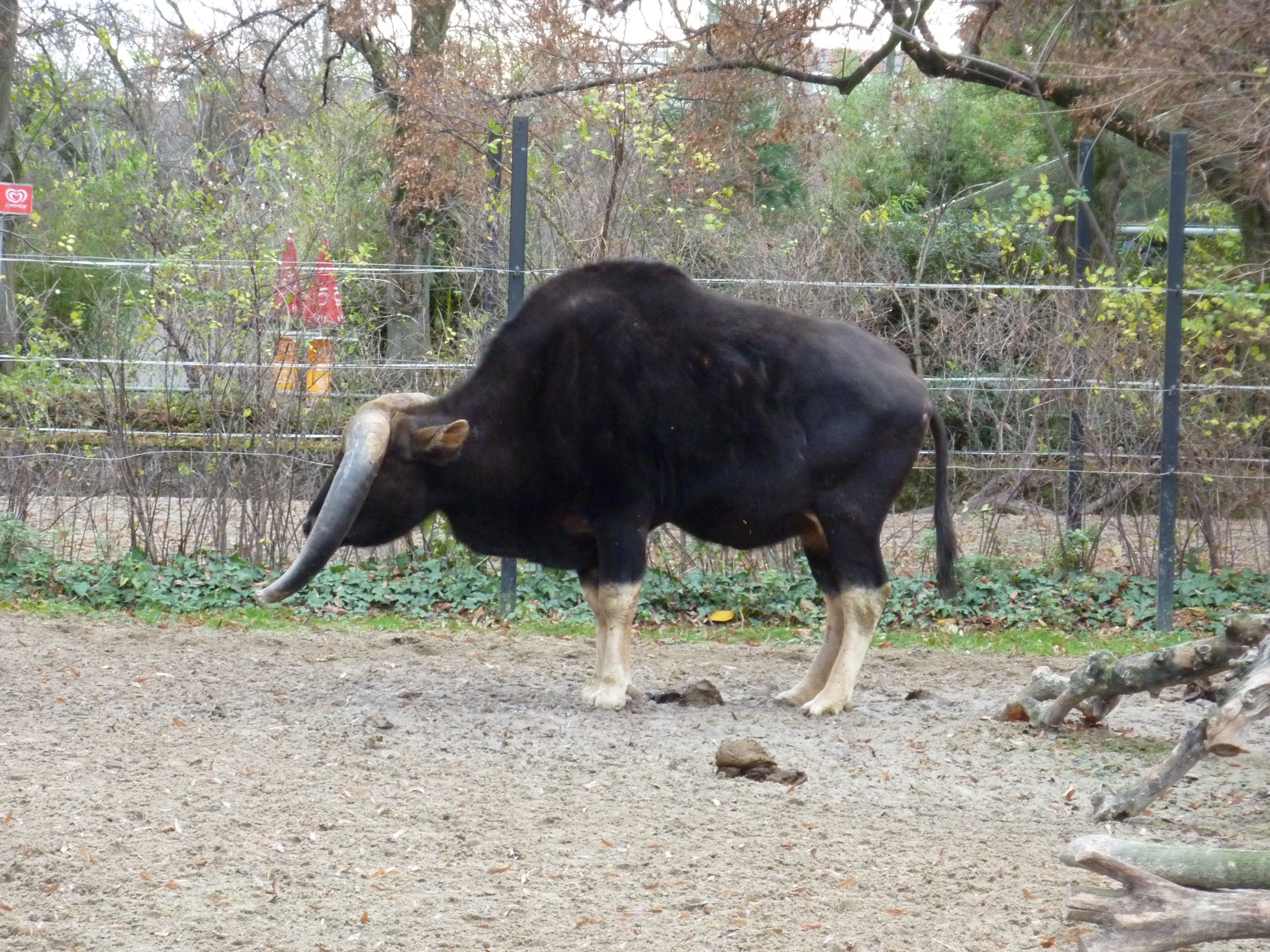
Bos frontalis (gayal)
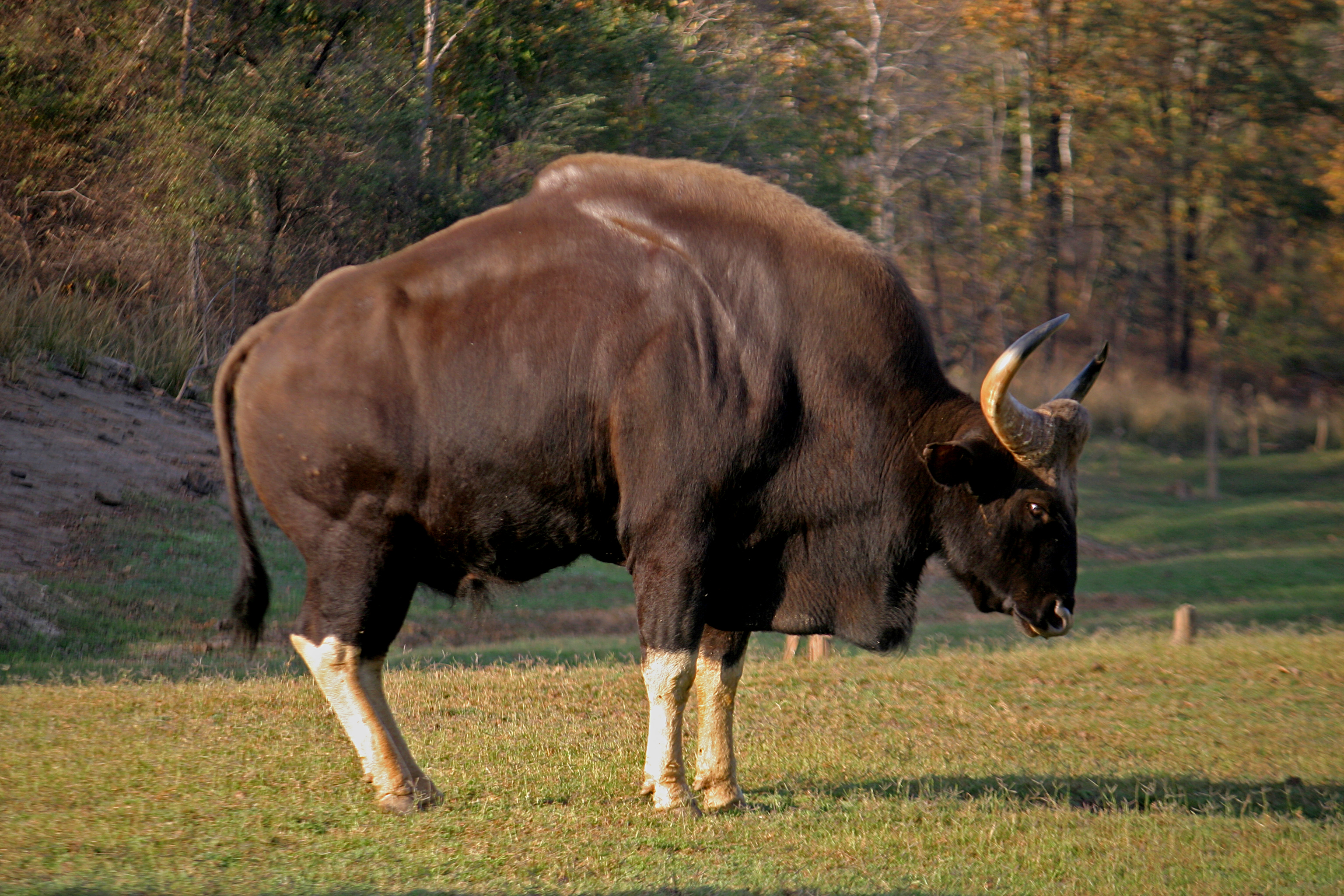
Bos gaurus (gaur)
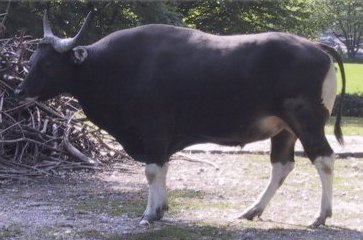
Bos javanicus (banteng)
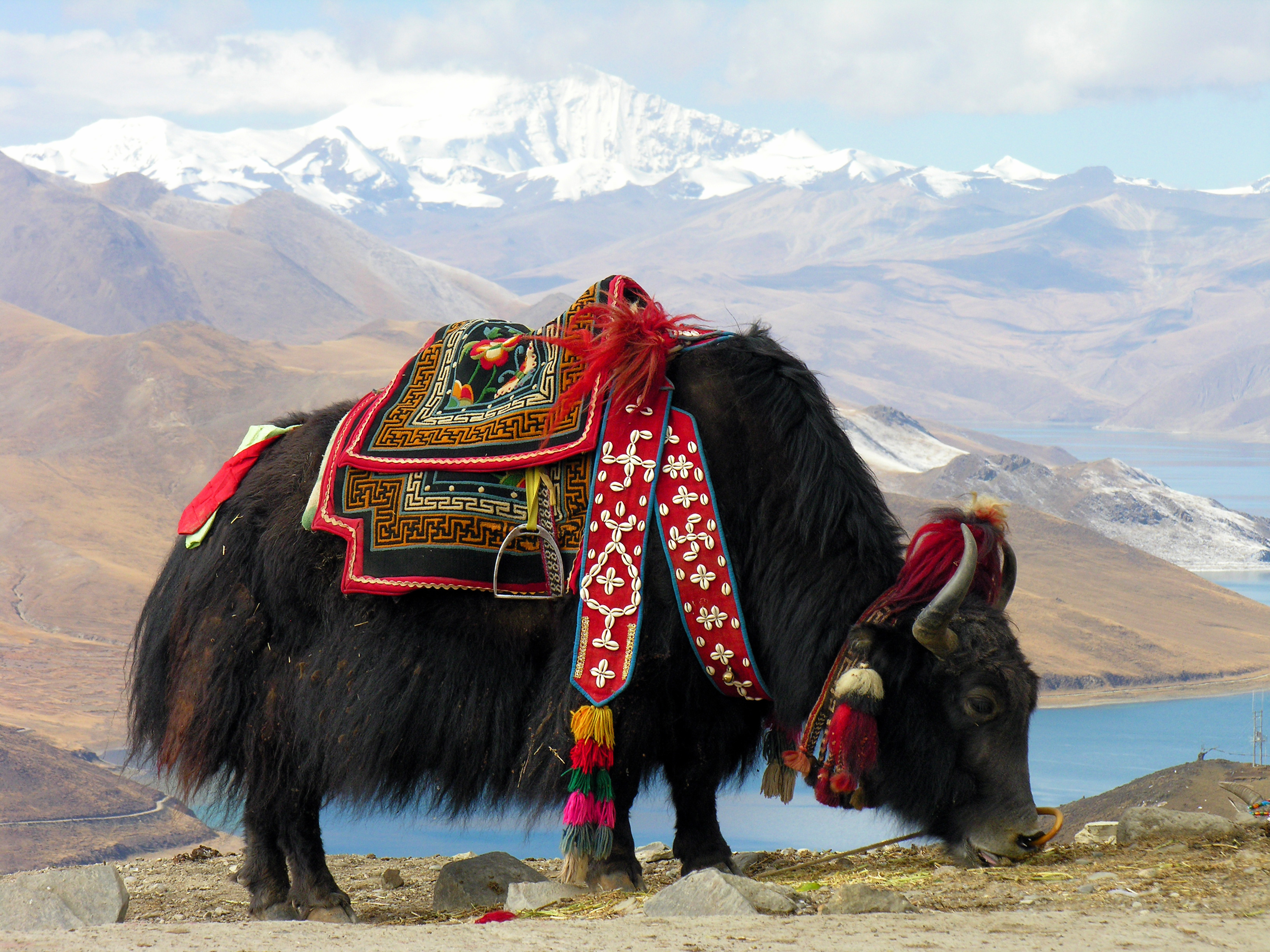
Bos grunniens (yak)
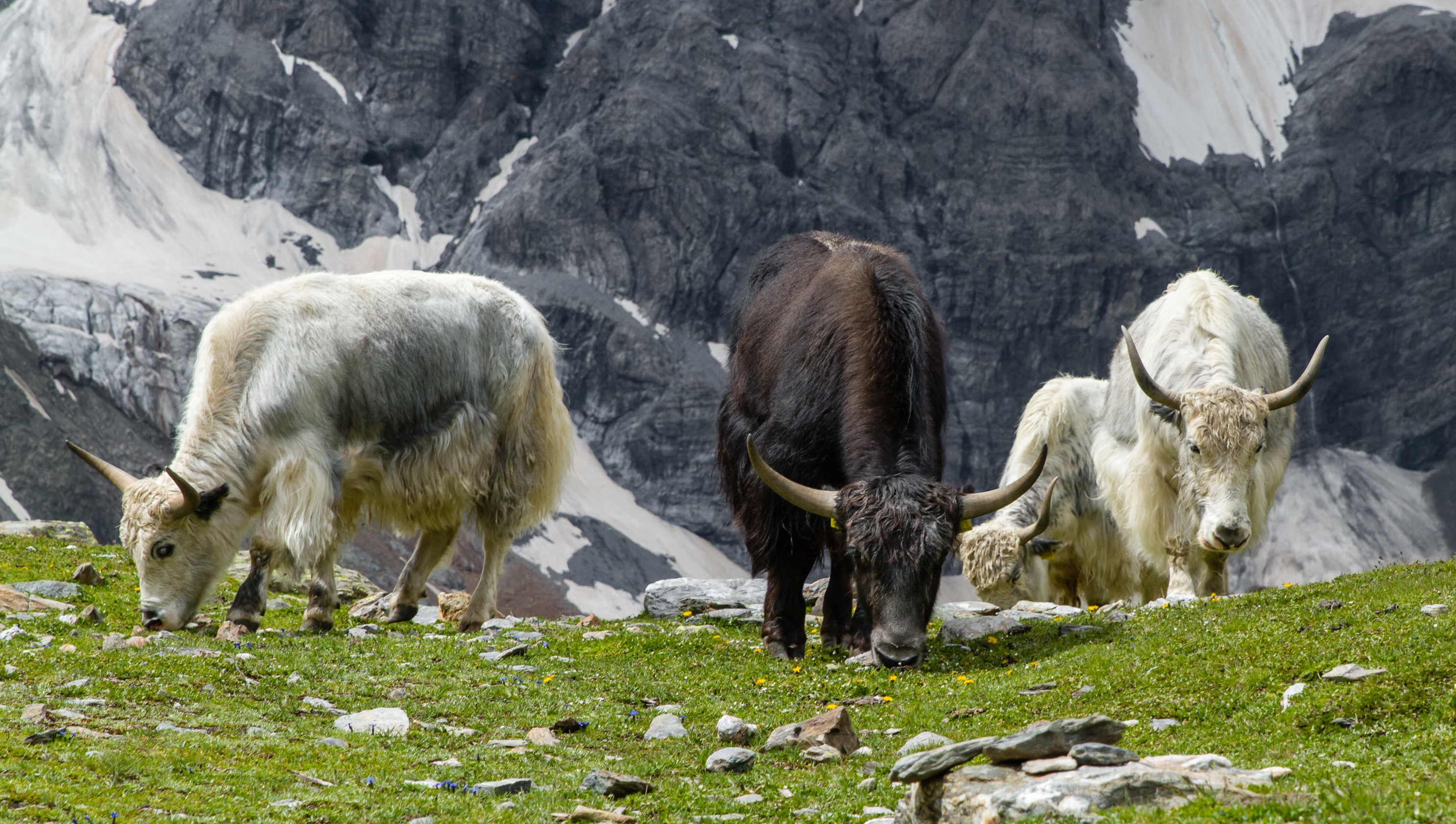
Bos mutus (yak « sauvage »)
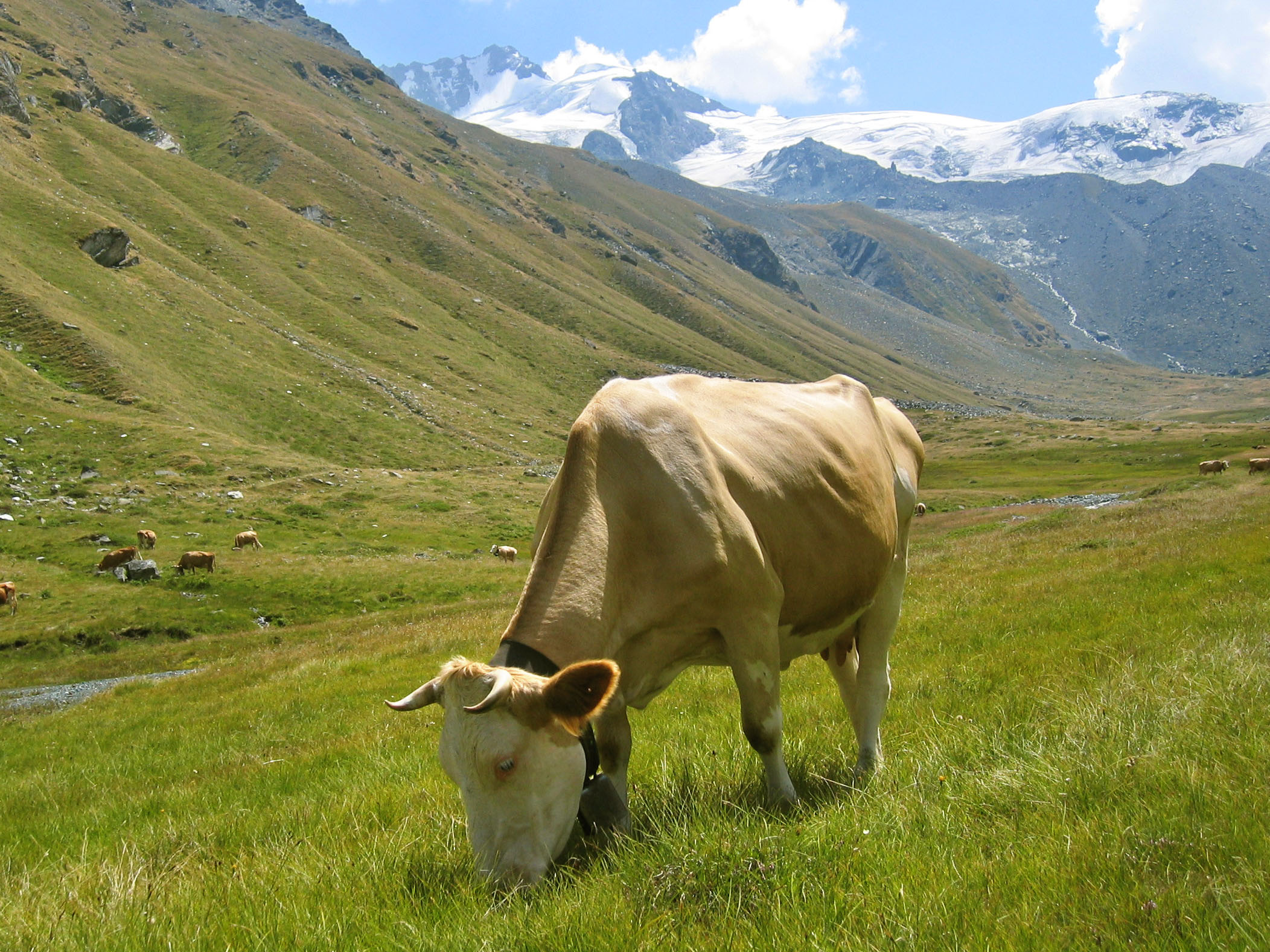
Bos taurus (vache domestique européenne)
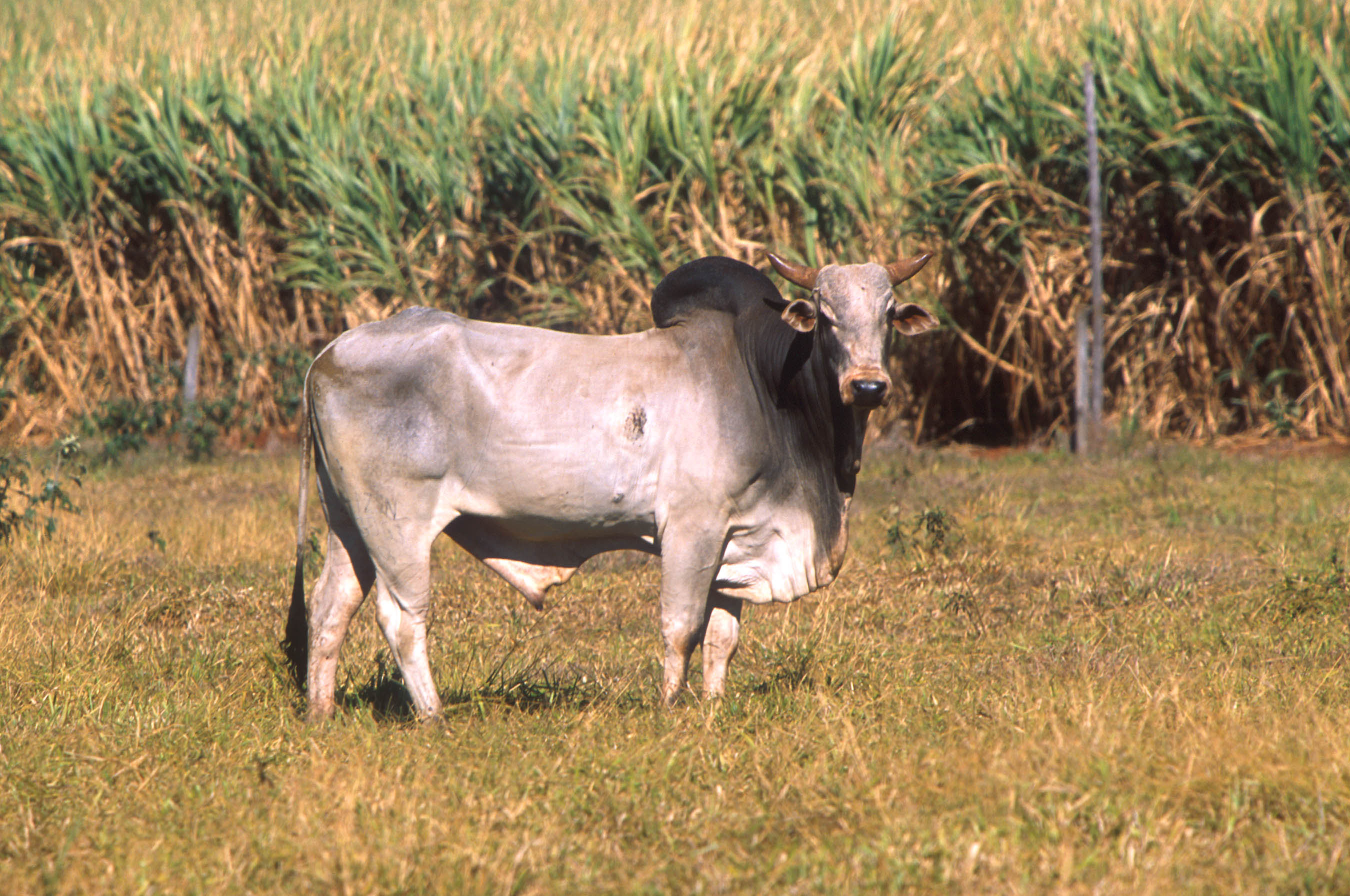
Bos indicus (Zébu)
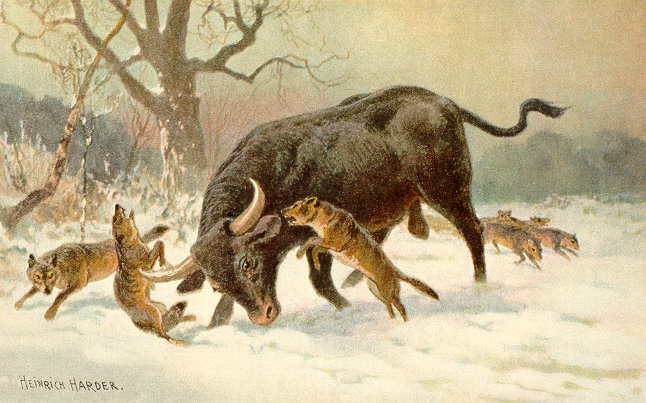
Reconstitution de Bos primigenius (auroch)